# Margaret Wellington
Margaret Wellington   (Beckenham, 23 de desembre de 1926 - 10 de març de 2015) va ser una nedadora anglesa que va competir durant les dècades de 1940 i 1950.
El 1948 va prendre part en els Jocs Olímpics de Londres, on disputà tres proves del programa de natació. Fou quarta en els 4×100 metres lliures, mentre en els 100 i 400 metres lliures quedà eliminada en sèries.
En el seu palmarès també destaca una medalla de bronze en els 4×100 metres lliures del Campionat d'Europa de natació de 1947 i tres de plata i una de bronze als Jocs de l'Imperi Britànic de 1950.